# 1388
1388 (MCCCLXXXVIII) a fost un an bisect al calendarului iulian, care a început într-o zi de vineri.

## Evenimente
- 20 mai: Prima atestare documentară a orașului Pitești (jud. Argeș).
- 4 septembrie: Prima atestare documentară a orașului Râmnicu Vâlcea (jud. Vâlcea).

### Nedatate
- Suceava este menționată drept capitală a Moldovei (1388-1565), în timpul domniei lui Petru al II-lea Mușat.

## Nașteri
- 14 septembrie: Claudius Clavus, geograf danez (d. ?)
- 29 septembrie: Thomas de Lancaster, primul Duce de Clarence, fiul lui Henric al IV-lea al Angliei (d. 1421)
- Dai Jin, pictor chinez (d. 1462)
- Juliana Berners, scriitoare engleză (d. 1460)

## Decese
- dată necunoscută: Lala Şahin Paşa  (n. 1330)
- dată necunoscută: Giovanni Dondi dell'Orologio  (n. 1330)
- dată necunoscută: Ivanco al Dobrogei Despot al Principatului Cărvunei (n. ?)